# Fovu Baham
Fovu Baham is een Kameroense voetbalclub uit Baham. In 2000 werd de club kampioen, een jaar later won het de beker.

## Erelijst
- Landskampioen

2000
- Beker van Kameroen

2001
Aigle Royal Menoua ·
APEJES Academy ·
Bamboutos FC ·
Canon Yaoundé ·
Cotonsport Garoua · 
CS Dja et Lobo · 
Dragon Yaoundé · 
Eding Sport · 
Feutcheu FC ·
Les Astres FC ·
Lion Blessé ·
New Star Douala ·
Racing FC Bafoussam ·
Stade Renard de Melong · 
Union Douala ·
Unisport Bafang ·
UMS de Loum ·
Young Sport Academy Bamenda